# جيمي أونيل
جيمي أونيل (بالإنجليزية: Jimmy O'Neill)‏ (13 أكتوبر 1931 بدبلن في جمهورية أيرلندا - 15 ديسمبر 2007 في المملكة المتحدة) هو لاعب كرة قدم أيرلندي في مركز حراسة المرمى. شارك مع منتخب جمهورية أيرلندا لكرة القدم. أما مع النوادي، فقد لعب مع بورت فايل وستوك سيتي وكورك سيلتيك ونادي إيفرتون ودارلينجتون إف سى.

## وصلات خارجية
- جيمي أونيل على موقع ناشيونال فوتبول تيمز (الإنجليزية)